# Операція «Альбіон»

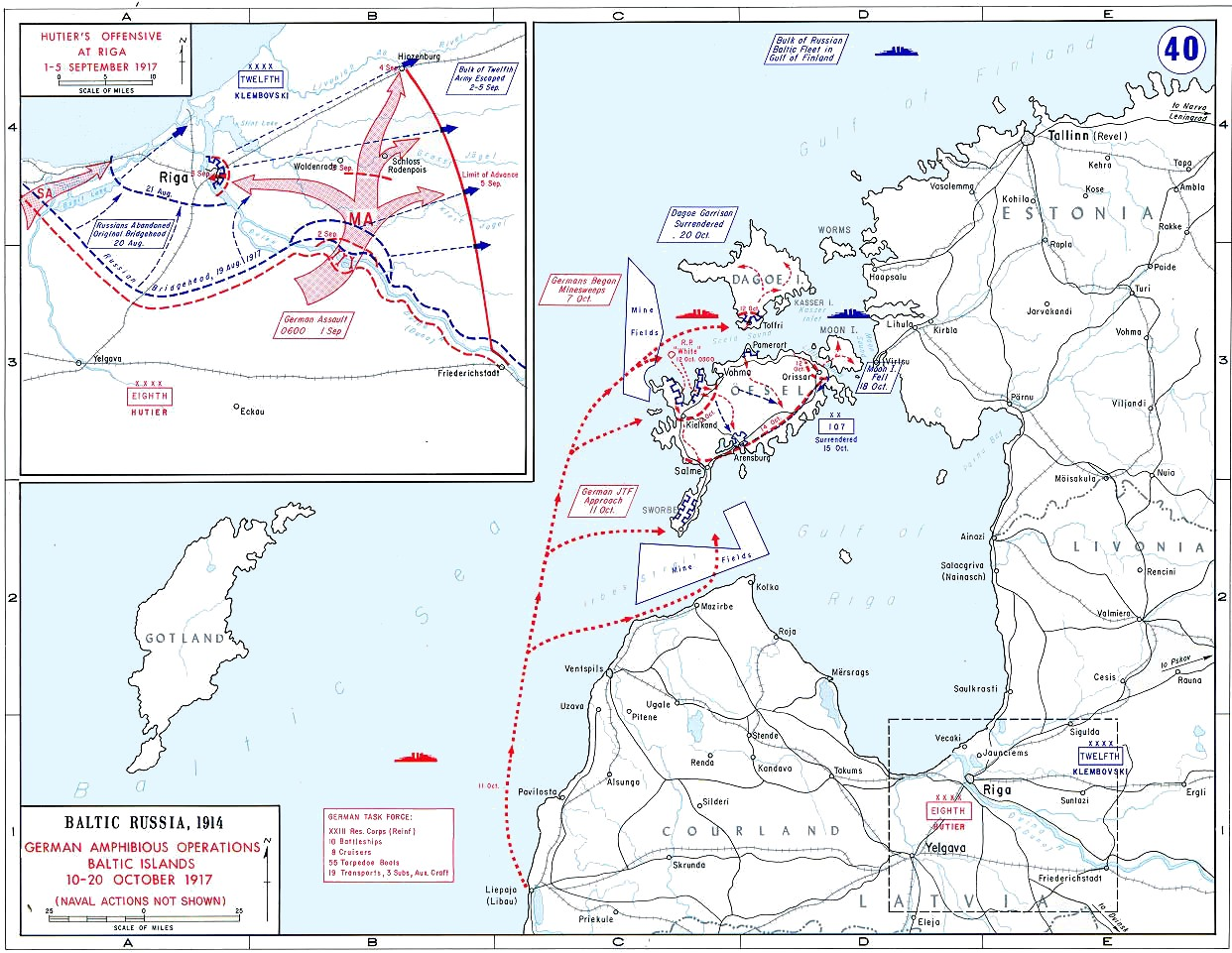
Карта німецької морської десантної операції «Альбіон»

Операція «Альбіон» (нім. Unternehmen Albion) (12 — 20 жовтня 1917) — морська десантна операція військ німецької армії у взаємодії з імператорським флотом по захопленню островів Моонзундського архіпелагу (Езель, Даго та Моон на той час територія Автономного правління Естонії у складі Російської республіки) в Балтійському морі на Східному фронті наприкінці Першої світової війни.
Висадка морського десанту німців розпочалася зранку 11 жовтня 1917 року, після інтенсивного вогневого придушення російських берегових батарей та зачищення акваторії від мін. Плацдармом була невелика бухта Тагалант на північному заході острову Сааремаа. До 16 жовтня німці опанували острів. Російська армія евакуювалася на ближній острів Муху.
Після двох невдалих спроб, німецький десант спромігся 19 числа висадитися на естонському острові Хіюмаа та до кінця наступного дня повністю захопити його. Російський Балтійський флот був змушений відвести основні сили надводних кораблів від островів. Німці оголосили про захоплення 20 000 полонених та 100 захоплених гармат у ході проведення операції «Альбіон».